# Camponotus aegaeus
Camponotus aegaeus  (лат.) — вид древесных муравьёв рода Camponotus из подсемейства формицины (Formicidae).

## Распространение
Западная Палеарктика: Греция, Болгария, Турция.

## Описание
Древесные муравьи буровато-чёрного цвета. Среднего размера, рабочие длиной около 5 мм (самки и солдаты до 1 см). Отличается следующими признаками: тонким петиолем, тело плотно пунктированное, дорзальная поверхность мезосомы только с метанотальным швом. 
Стебелёк между грудкой и брюшком состоит из одного членика (петиолюс), несущего вертикальную чешуйку.

## Систематика
Вид был впервые описан в 1915 году итальянским мирмекологами Карло Эмери и включён в состав подрода Myrmentoma вместе с такими видами как Camponotus fallax и Camponotus aktaci.